# Кале (спутник)
Кале (от др.-греч. Καλή) — нерегулярный спутник Юпитера, известный также как Юпитер XXXVII.

## Открытие
Был обнаружен 9 декабря 2001 года группой астрономов из Гавайского университета и получил временное обозначение S/2001 J 8. В августе 2003 года спутник получил название Кале, по имени одной из харит в греческой мифологии.

## Орбита
Кале совершает полный оборот вокруг Юпитера на расстоянии в среднем 23 217 000 км за 729 дней, 11 часов и 17 минут. Орбита имеет эксцентриситет 0,2599. Наклон ретроградной орбиты 164,996°. Принадлежит к группе Карме.

## Физические характеристики
Диаметр Кале составляет около 2 км. Спутник состоит предположительно из преимущественно силикатных пород. Очень тёмная поверхность имеет альбедо 0,04. Звёздная величина равна 23,0m.